# Ceryx perakensis
Ceryx perakensis là một loài bướm đêm thuộc phân họ Arctiinae, họ Erebidae.